# 大槺榔東下堡
大槺榔東下堡，是台灣中南部自清治時期至日治初期的一個行政區劃，其範圍即今嘉義縣的太保市西南部。
大槺榔東下堡西北邊及北邊為大槺榔西堡，東邊為柴頭港堡，南邊為鹿仔草堡，西南邊為大坵田西堡。

## 管轄街庄
大槺榔東下堡共轄6個庄：
- 今太保市境內：後潭庄、埔心庄、梅仔厝庄、茄苳腳庄、崙仔頂庄、頂港仔墘庄